# Pardubice

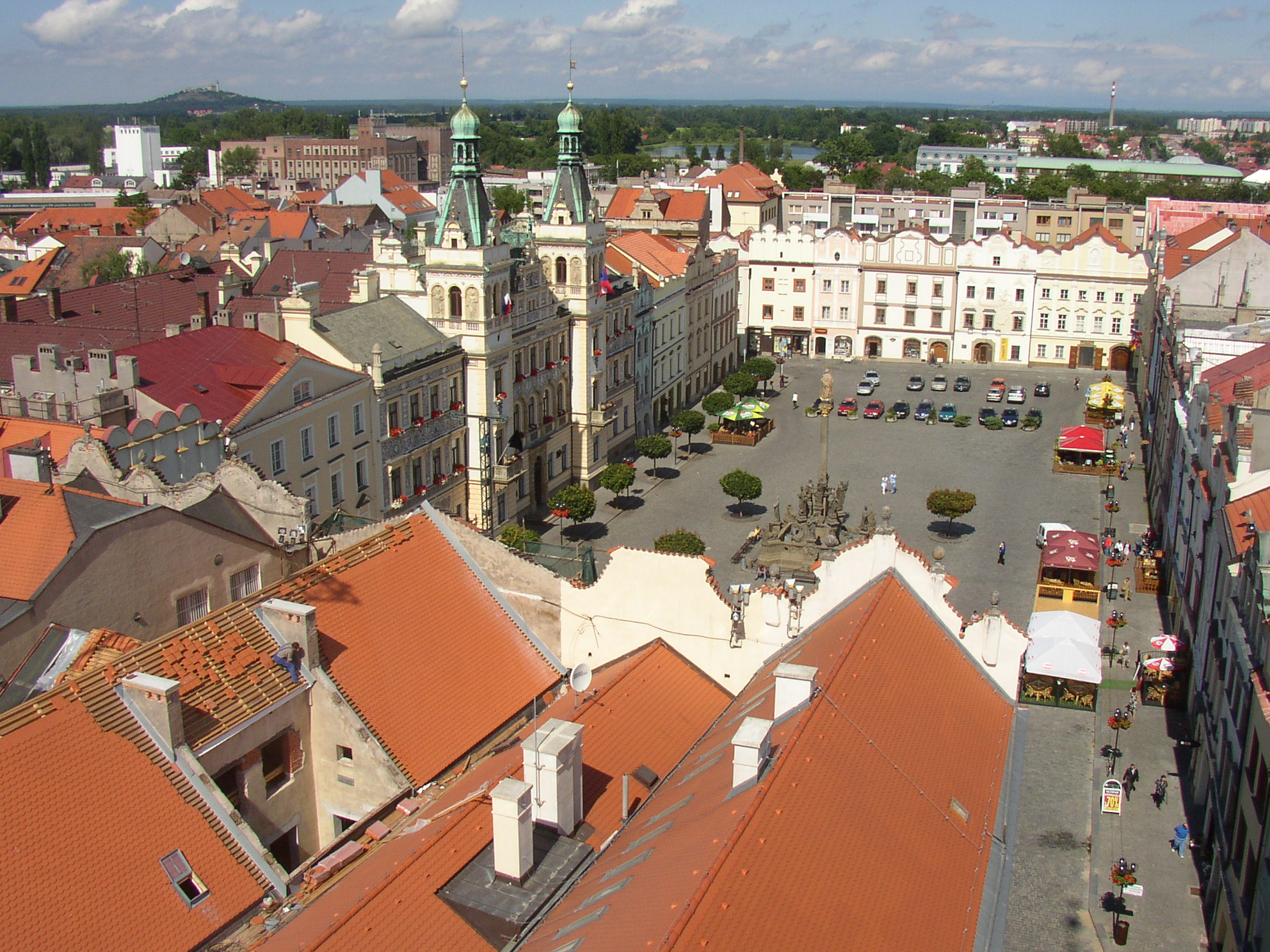
Het hoofdplein gezien vanaf de Groene Toren

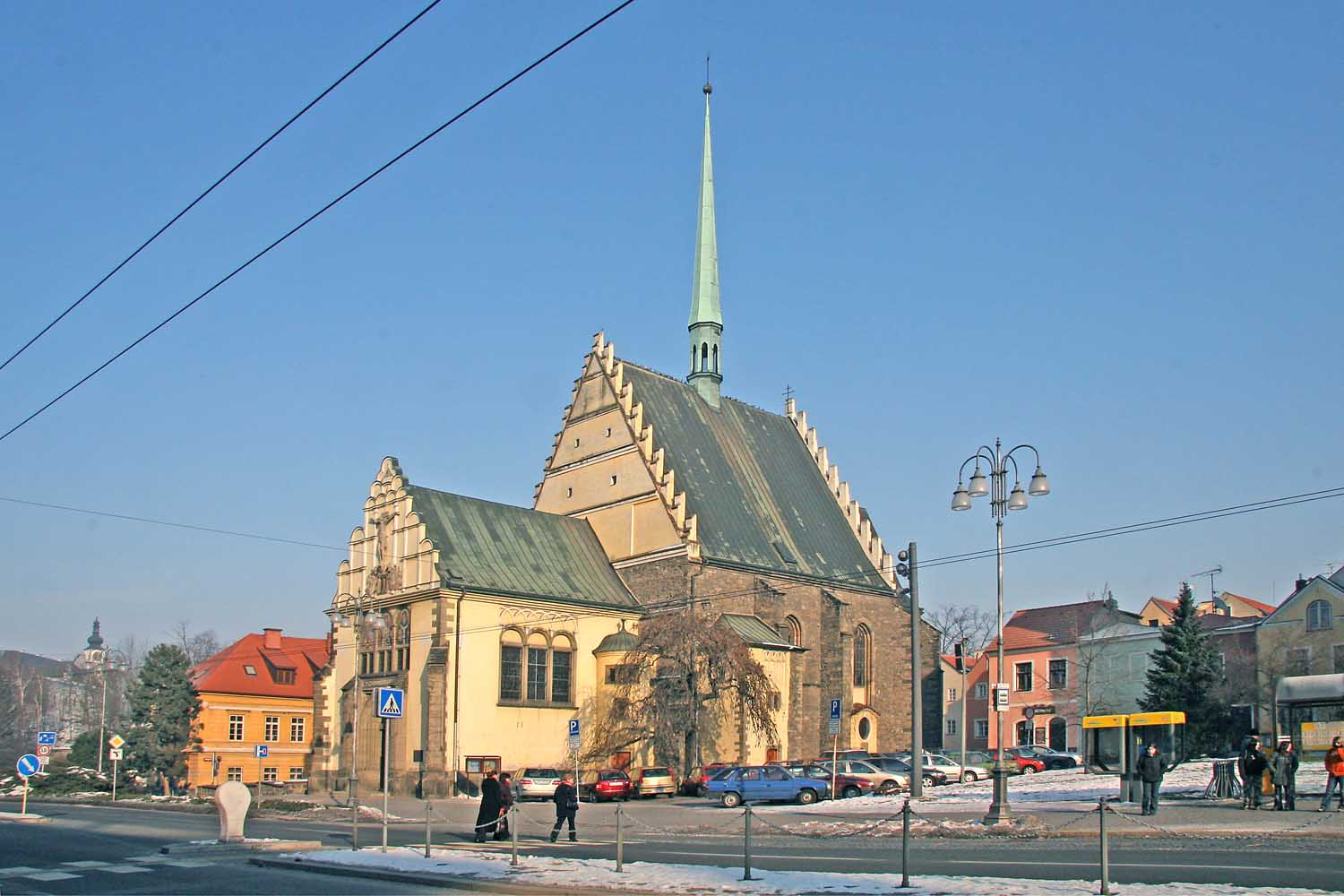
De Sint-Bartholomeuskerk op het Plein van de Republiek

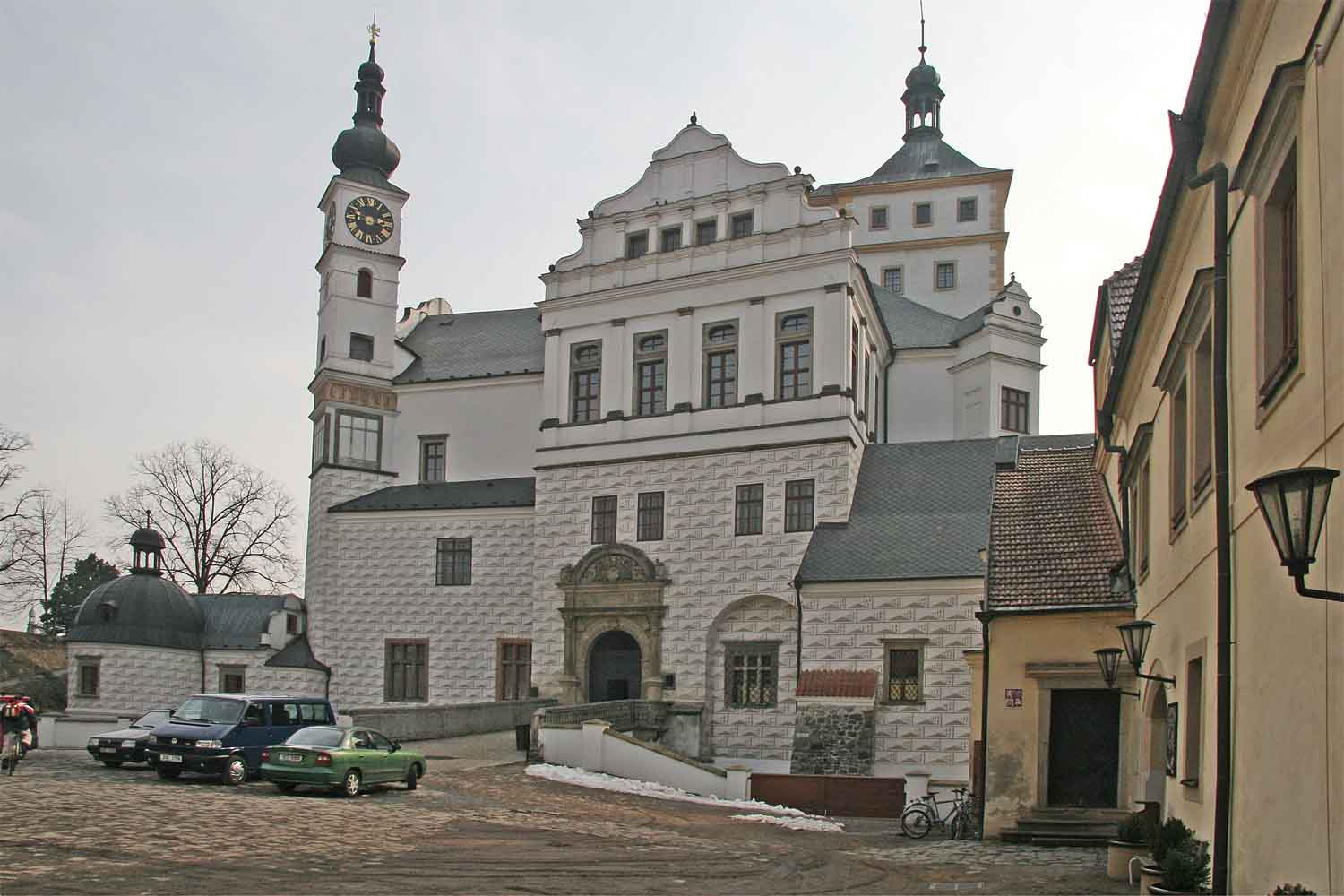
Het kasteel van Pardubice

Pardubice (Duits: Pardubitz) is een stad in Tsjechië. Het is de hoofdstad van de gelijknamige regio. Pardubice ligt aan de Elbe, 104 km ten oosten van Praag. De stad telt 88 741 inwoners (2004) en is een belangrijke industriestad.
De eerste vermelding van Pardubice dateert uit 1295, toen zich daar een kleine nederzetting rond een klooster bevond. Tussen 1332 en 1340 kreeg de plaats stadsrechten.
Pardubice heeft een oud stadscentrum met een oude toren en een kasteel. De toren, Groene Poort (Zelená brána) genoemd, en het recent gerestaureerde kasteel dateren beide uit de periode rond 1500, toen het machtige Moravische geslacht Pernštejn in de stad resideerde en haar tot bloei bracht. Voor een aantal opvallende 20e-eeuwse gebouwen is de architect Josef Gočár verantwoordelijk.

## Economie
Pardubice is een belangrijke industriestad: Synthesia, een chemische fabriek en fabrikant van semtex, Paramo, een olieraffinaderij, een machinefabriek en een elektronicafabriek zijn er gevestigd. In juni 2000 opende Foxconn, een Taiwanese computeronderdelenfabriek, er ook zijn deuren.
Pardubice heeft een eigen universiteit met zo'n 7000 studenten, de Universiteit Pardubice. Het centraal station van de stad, Station Pardubice hlavní nádraží, is een van de belangrijkste spoorwegenknooppunten van het land.

## Sport
Sinds 1874 vindt in de herfst in Pardubice een bekende paardenrace, de Velká Pardubická, plaats. Hij vindt meestal medio oktober plaats.
Het Tsjechische open schaaktoernooi is het grootste in Europa, met ongeveer 1200 spelers van over de gehele wereld in de gewone competitie, en vele nevenactiviteiten zoals een ploegenkampioenschap, een Rubiks-kubus-kampioenschap en Go-competities.
Pardubice huisvest een van de beste Tsjechische ijshockeyteams, HC Pardubice. Deze club bracht bekende internationale ijshockeysterren voort, zoals Dominik Hašek en Milan Hejduk.

## Stedenbanden
- Doetinchem (Nederland), sinds 1992
- Meran (Italië)
- Pernik (Bulgarije)
- Rosignano Marittimo (Italië)
- Schönebeck (Duitsland)
- Selb (Duitsland)
- Sežana (Slovenië)
- Skellefteå (Zweden)
- Vysoké Tatry (Slowakije)
- Waregem (België)

## Personen
- Arnošt van Pardubice, eerste aartsbisschop van Praag, geboren in Pardubice (1297)
- Dominik Hašek, Tsjechisch ijshockeykeeper, geboren in Pardubice (1965)